# Бетті Гаттон
Елізабет Джан Торнберг, відома як Бетті Гаттон (англ. Betty Hutton; нар. 26 лютого 1921, Баттл-Крік, Мічиган — пом. 11 березня 2007, Палм-Спрінгз, Каліфорнія) — американська акторка, співачка, танцюристка, ведуча і комікеса. Провідна акторка студії «Paramount Pictures» на рубежі 1940-х і 1950-х років. Відзначена зіркою на Голлівудській алеї слави.

## Біографія
Народилася 26 лютого 1921 року в містечку Баттл-Крік, штат Мічиган. Її батько проміняв сім'ю на нову любов, і Елізабет нічого про нього не чула, поки в 1939 році їм не прийшла телеграма, що він наклав на себе руки.
Залишившись напризволяще з двома малолітніми доньками, мати Елізабет переїхала з ними в Детройт, де сподівалася влаштуватися на автомобільний завод. Але час виявився важким і, не в змозі знайти роботу, вона вирішила відкрити підпільний бар, які були в той час заборонені. Там вона разом зі старшою дочкою стала організовувати музичні номери, а коли Елізабет виповнилося три роки, вона приєдналася до них. Після деякого часу на їх заклад вийшла поліція, і клуб довелося прикрити. Але, не бачачи іншого способу існування, місіс Торнберг переїхала в інший кінець міста, де відновила нелегальну діяльність.

### Дебют і успіх в Голлівуді
Подорослішавши, Елізабет стала виступати в молодіжних музичних групах, а потім вирушила в Нью-Йорк, сподіваючись отримати роботу на Бродвеї, але туди її не взяли. Через кілька років її примітив музикант Вінсент Лопез, який допоміг їй пробитися в шоу-бізнес.
Незабаром вона стала з'являтися в невеликих ролях в музичних короткометражках Warner Bros, а також на неприступному для неї кількома роками раніше Бродвеї, де дебютувала ролями в мюзиклах «Двоє на шоу» і «Панама Гетті», з Етель Мерман у головній ролі. Водночас змінила ім'я на псевдонім Бетті Гаттон.
У 1942 році продюсер Бадді Де Сілва, з яким вона працювала на Бродвеї, запросив її на роль Бессі Дей у музичний фільм Paramount Pictures «Слідуючи за флотом», який приніс акторці перший успіх. Попри це, студія не відразу стала знімати Гаттон у головних ролях і після їй ще кілька разів довелося задовольнятися другорядними персонажками. Лише в 1944 році Гаттон була затверджена на головну роль в комедії Чудо в Морганс-Крік, після виходу якої на екран зайняла місце основної зірки на студії «Paramount Pictures», витіснивши Дороті Ламур.
У наступні 12 років свого тріумфу в Голлівуді Бетті Гаттон з'явилася в 19 успішних фільмах, серед яких «Сюди набігають хвилі» (1944), «Запальна блондинка» (1945) і надпопулярна комедія «Пригоди Поліни» (1947). Також великою популярністю користувалася музична комедія «Давайте потанцюємо» (1950), де Гаттон виступила з Фредом Астером. У тому ж році на екрани вийшла картина Візьми рушницю, Енні!, де Гаттон також виконала головну роль, замінивши на цій посаді Джуді Гарленд. Фільм став касовим хітом, а сама акторка отримала схвальні відгуки критики, хоча творці фільму пізніше зізналися, що з нею працювати ні легше, ніж з Гарленд.
У роки Другої світової війни Бетті Гаттон брала участь в програмі «USN» — гастролювала з іншими американськими артистами американськими військовими базами, де виступала в різних розважальних програмах для солдатів. У 1940 році вона також співпрацювала зі студіями звукозапису «Capitol Records» і «RCA Records», де записала деякі свої композиції.
У 1945 році Бетті Гаттон одружилася з промисловцем Тедом Брискіном, від якого народила двох дочок. У 1950 році подружжя розлучилося, а через два роки акторка взяла шлюб з хореографом Чарльзом О'Карраном.

### Завершення кар'єри
Її час в якості однієї з провідних зірок Голлівуду закінчився після виходу на екрани картин Найбільше шоу світу (1952) і Хтось любить мене (1952). Слідом за цим у Гаттон почалися суперечки з керівництвом Paramount Pictures через розбіжності в її подальшому контракті.
Як у ті роки писала The New York Times, Бетті Гаттон вимагала від компанії, щоб у зйомках наступного її фільму взяв участь її чоловік Чарльз О'Карран, на що студія дала категоричну відмову. У відповідь на це Гаттон розірвала контракт. Після цього акторка лише раз з'явилася на великому екрані, в драмі «Весняна зустріч», виконавши там незвичайну для себе серйозну роль. В результаті касові збори показали, що публіка не готова прийняти акторку в такому образі, після чого Гаттон вирішила завершити кар'єру в кіно.
Спільне життя з О'Карраном згодом теж не склалося і в 1955 році вони розлучилися. У тому ж році Гаттон пошлюбила бізнесмена Алана В. Лівінгстона, а після розлучення і з ним, в 1960 році, джазмена Піта Кандолім.

### Наступні роки
У наступні роки Бетті Гаттон стала працювати на радіо, виступати в розважальних шоу в Лас-Вегасі, спробувала себе і на телебаченні.
У 1959 році на телеекранах стартував її власний комедійний ситком «Шоу Бетті Гаттон», але він так і не отримав належної популярності в аудиторії й незабаром був знятий з показу. Потім Бетті Гаттон повернулася на Бродвей, де деякий час грала в одному з мюзиклів. У 1967 році вона спробувала повернутися у велике кіно, підписавши знову контракт з «Paramount Pictures» на зйомки у двох вестернах, але після запуску першого проєкту він був анульований.
Згодом у Гаттон почалися проблеми з алкоголем і зловживання снодійним, через що в 1970 році вона мало не вчинила самогубство. Наслідком всього цього також став її розлучення з Пітом Кандолім, слідом за яким акторка оголосила про повне банкрутство.
Знову інтерес до Бетті Гаттон підігрів комік Джой Адам, який в 1974 році в одному з ресторанів Нью-Йорка, в колі її друзів, провів вечір, присвячений акторці. Незабаром спонсором вдалося зібрати суму в $ 10,000 для Бетті Гаттон, що стало для неї стимулом до повернення. Після цього акторка пройшла курс реабілітації, а також наставництво у католицького священика Пітера Магир, після чого навіть прийняла католицизм і стала працювати в його парафіяльному будинку куховаркою.
Повернувшись до нормального життя, Бетті Гаттон закінчила школу, яку кинула в юності після дев'ятого класу, а потім здобула ступінь бакалавра в психології в університеті міста Нью-Порт. У кіно Гаттон не повернулася, з'явившись лише на Бродвеї в мюзиклі «Енні», в якому грала з 1977 по 1983 рік. У наступні роки викладала акторську майстерність в університеті, а також була керуючою в казино.
У 1996 році, після смерті батька Магир, Бетті Гаттон повернулася в Каліфорнії, аби бути ближче до дочок і онуків, і оселилася в Палм-Спрінгз. Але як показав час, дочки дуже холодно поставилися до повернення матері, і в наступні роки Гаттон з ними майже не бачилася. Останні роки вона провела тихо і самотньо у своєму будинку в Каліфорнії, де і померла від колоректального раку 11 березня 2007 року.
Її внесок у кіно відзначений зіркою на Голлівудській алеї слави.

## Вибрана фільмографія
| Рік  |   | Українська назва          | Оригінальна назва          | Роль             |
| ---- | - | ------------------------- | -------------------------- | ---------------- |
| 1947 | ф | Небезпечні пригоди Поліни | The Peril of Pauline       | Перл Вайт        |
| 1950 | ф | Енні отримує вашу зброю   | Annie Get Your Gun         | Енні Оукл        |
| 1952 | ф | Найбільше шоу на Землі    | The Greatest Show on Earth | Голлі            |
| 1965 | с | Димок зі ствола           | Gunsmoke                   | Моллі МакКоннелл |